# Jacques Huber-Kudlich

Villa Seerose, zwischen 1918 und 1937

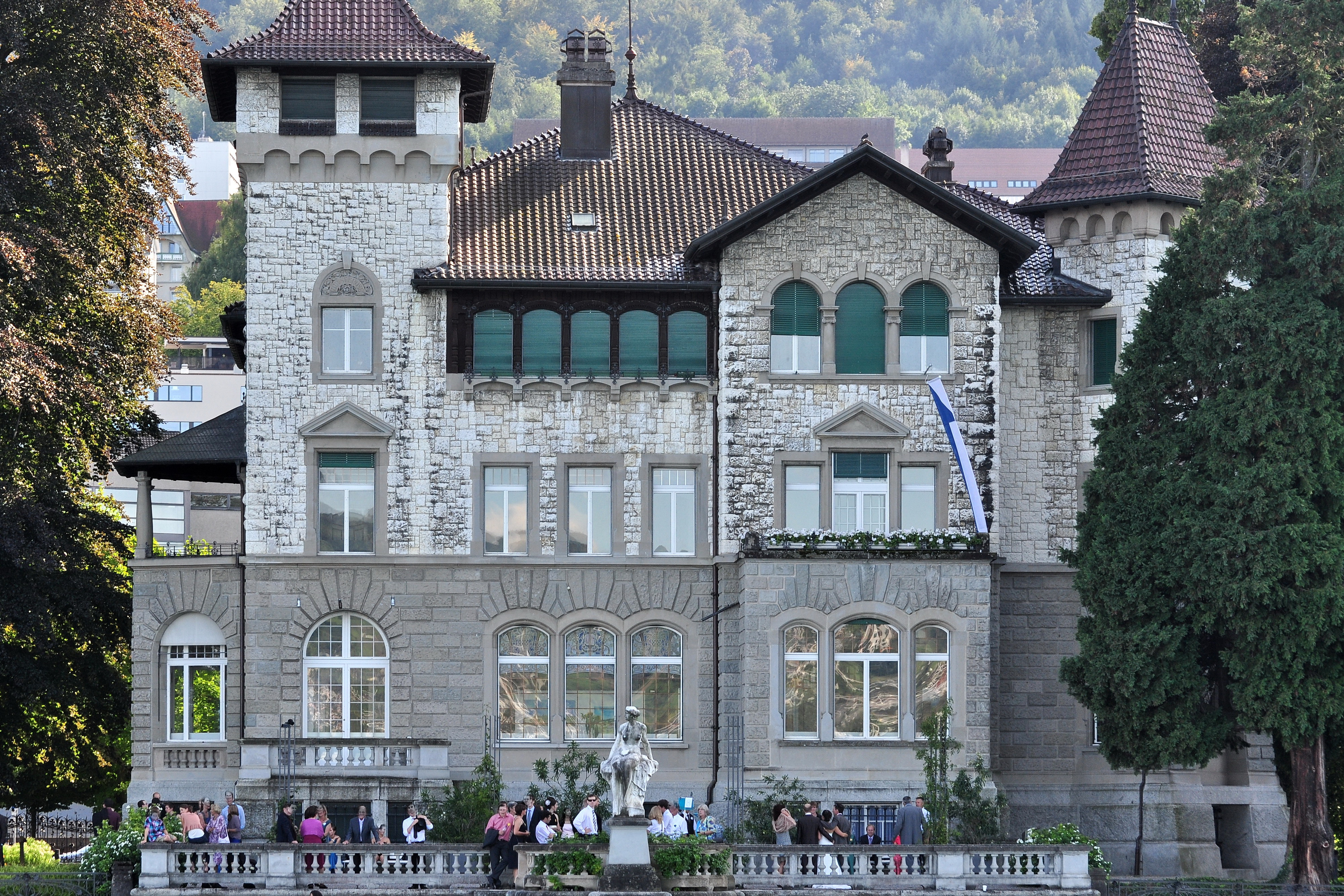
Villa Seerose

Jacques Huber-Kudlich (* 1851 in Horgen, Schweiz; † 16. April 1918 in Lugano) war ein Schweizer Seidenindustrieller.

## Leben
Geboren 1851 in Horgen, wanderte Huber 1874 nach Amerika aus und baute mit der Firma Robert Schwarzenbach & Co AG von Thalwil das internationale Seidenimperium „Schwarzenbach, Huber & Co., New York“ auf. 1902 wurde er Präsident der „Silk Association of America“. 1902–1908 liess Huber am Seeufer in Horgen die Villa Seerose in einer Jugendstilmischung von Burg und Palazzo erbauen. 
Hubers Witwe, Edith Huber-Kudlich (Tochter des österreichischen „Bauernbefreiers“ und Arztes Hans Kudlich), überliess 1946 der Eidgenössischen Technischen Hochschule Zürich ein Legat, mit dem die Huber-Kudlich-Stiftung zur Förderung der Forschung und des Unterrichts gegründet wurde.